# 西古渡町
西古渡町（にしふるわたりちょう）は、愛知県名古屋市中川区にある地名。

## 歴史

### 地名の由来
当地はかつて西側で入江に接しており、海部郡にあった大日尊参詣のための渡船が運航されていた。中世期に入江が埋め立てられ渡船が廃止されたために古渡と称するようになったという。西古渡の名は明治初年の古渡村分割による。

### 沿革
- 1876年（明治9年） - 愛知郡古渡村が東西に分割され、西古渡村成立[1]。
- 1889年（明治22年） - 八幡村大字西古渡となる[1]。
- 1923年（大正10年）8月22日[2] - 名古屋市南区西古渡町となる[1]。
- 1937年（昭和12年）10月1日[2] - 中川区西古渡町となる[1]。
- 1942年（昭和17年）1月15日[2] - 一部が八幡町・尾頭橋通・小山町・童子町・八千代通・八島町・畑代町に編入される[1]。
- 1975年（昭和50年） - 一部が山王一～四丁目に編入される[1]。
- 1981年（昭和56年）9月6日[2] - 八熊一～三丁目・尾頭橋一～四丁目に編入され、鉄道用地・道路・堀川部分を残し大部分が消滅[1][2]。

### 字一覧
西古渡村当時の字、『なごやの町名』903頁によった。
- 水深（みつふか）
- 嶋ノ前（しまのまえ）
- 小杁（こいり）
- 童子（とうし）
- 八反田（はつたんた）
- 蜂ヶ尻（はちかしり）
- 丁ノ坪（ちょうのつほ）
- 柳田（やなきた）
- 中島（なかしま）